# Claude Masson de Saint-Amand
Claude Masson de Saint-Amand (7 décembre 1756, Paris - 14 décembre 1835, Paris) est un homme politique français.

## Biographie
Issu d'une famille de finance et de magistrature, Masson a d’abord été, en 1776, conseiller à la cour des aides de Paris, puis conseiller d'honneur à la même cour. Maître des requêtes de l'hôtel du roi, depuis 1783 et conseiller du roi en 1789, il a choisi de rester en France pendant la Révolution. Dès le 9 mars 1800, il succède au premier préfet du département de l'Eure, le préfet Lannes étant muté dans les Hautes-Pyrénées au bout de 8 huit jours d'affectation à Évreux.
Son nom « Masson Saint-Amand », tel qu'il apparaît dans les publications, s'installe à Évreux le 28 mars pour n'en repartir que quelque 5 années plus tard. Premier préfet de facto de l'Eure, il y reste donc tout au long du Consulat. À ce poste, on lui doit, en 1804, la publication d'un « Mémoire statistique du département de l'Eure » de 140 pages, et adressé au ministre de l'Intérieur d'après ses instructions.

### Activités de prédilection
En 1783, il traduit l'art d'aimer d'Ovide.
Il s'intéresse à l'histoire locale et publie Essais historiques et anecdotiques sur l’ancien comté, les comtes et la ville d’Évreux et quelques endroits remarquables de l’ancien duché de Normandie, enclavés aujourd’hui dans le département de l’Eure, depuis l’origine de la monarchie jusqu’à l’époque de la réunion de la Normandie à la couronne de Philippe Auguste (Évreux, 1813) et une Suite des essais historiques et anecdotiques sur le comté, les comtes, la ville d'Évreux et pays circonvoisins (1815) et il collectionne les ouvrages anciens tels que le manuscrit (perdu) dit Le Pontifical de Poitiers,.

### Famille
Armand Claude Masson de Saint-Amand (le surnom Saint-Amand ayant été utilisé pour le distinguer de son père est né le 7 décembre 1756 à Paris (paroisse de Saint-Nicolas-des-Champs) de Claude Louis Masson, son père, et de Marie Françoise Radix de Châtillon.
Il se marie avec Marie Joséphine Ramadier et a deux enfants :
- Amand-Narcisse Masson de Saint-Amand[10] qui, après une carrière militaire à la fin de l'Empire, écrira plusieurs ouvrages sur la Normandie[11].
- Edmond Antoine Masson de Saint-Amand (8 mai 1798 - 15 février 1866), lieutenant de vaisseau, chevalier de la Légion d'honneur[12] (son unique héritier).

Il se remarie le 4 frimaire an XI (25 novembre 1802) avec Marguerite Claudine de Beaurepaire qui meurt peu après.
Il est propriétaire du domaine de la Pommeraye à Berville-sur-Mer à partir d'environ 1800, le propriétaire précédent, Jacques Philippe Henry Houel de la Pommeraye, étant mort en émigration.
Claude Masson de Saint-Amand meurt à Paris le 14 décembre 1835.

## Distinctions
- Chevalier de la Légion d'honneur le 14 juin 1804[10].